# 山川紗弥
山川 紗弥（やまかわ さや、1988年5月28日 - ）は、日本の女優、タレント。女性アイドルグループ「美少女クラブ31」の元メンバー。
福岡県出身。オスカープロモーション所属。

## 略歴
- 両親の住んでいた長崎県で生まれ、その後福岡県に移住[1]。
- 2002年、第8回全日本国民的美少女コンテストで演技部門賞を受賞。
- 2013年、アラド戦記イメージキャラクターオーディションでグランプリを受賞。

## 出演

### テレビドラマ
- 美向上計画〜鈴木凛子、21歳〜（2008年4月7日 - 9月29日、関西テレビ） - 鈴木凛子 役
- 松本清張生誕100年スペシャル・夜光の階段 第1話（2009年4月23日、テレビ朝日）
- すべてがFになる 第7・8話（2014年12月2日・9日、フジテレビ） - 筒見明日香 役

### 舞台
- Re-metro.3（2007年5月30日 - 6月10日）
- 二次会にて（2007年10月4日 - 8日）
- 公金横領（2007年10月4日 - 8日）
- ファンレターズ（2008年2月13日）
- あなたの探し物、無料で探します（2008年7月24日 - 30日）
- 今日も、ふつう。（2008年12月10日 - 14日） - 君嶋黄金 役
- ビッグバン貴族（2009年11月26日 - 29日） - 武田かや 役
- 真里亜〜その愛の果てに〜（2011年5月17日 - 22日） - 君田弥生 役
- 世界の終わりと始まりと（2011年10月20日 - 30日） - 立石翔子 役
- よろきん（2014年1月4日 - 11日）